# Copitarsia editae
Copitarsia editae är en fjärilsart som beskrevs av Angulo och Jana 1982. Copitarsia editae ingår i släktet Copitarsia och familjen nattflyn. Inga underarter finns listade i Catalogue of Life.